# Apolygus rhamnicola
Apolygus rhamnicola är en insektsart som först beskrevs av Reuter 1885.  Apolygus rhamnicola ingår i släktet Apolygus, och familjen ängsskinnbaggar. Arten är reproducerande i Sverige.